# Jens Okking
Jens Dyhr Okking, (18 de diciembre de 1939- 21 de enero de 2018) fue un actor, cantante y político danés. Jens Okking fue conocido sobre todo fuera de Dinamarca por la serie de televisión de Lars von Triers, El reino. En Dinamarca, Okking fue un notable actor durante muchos años, tanto en el teatro, las películas y series de televisión y también trabajó como director de teatro. Aparte de su actuación, Okking trabajó como cantante a lo largo de su carrera, incluyendo muchas de las grabaciones con una variedad de músicos, principalmente de Dinamarca. También usó su voz para grabar varios audiolibros, sobre todo para los niños, y en radioteatro para el Danish Broadcasting Corporation (DR).
Jens Okking fue miembro del Parlamento Europeo durante el periodo 1999-2003, inicialmente elegido para el Movimiento de Junio, pero luego cambió su afiliación al Movimiento Popular Contra la UE.

## Filmografía
Una selección de películas en las que Jens Okking ha participado incluyen:
- Oktoberdage (1970)
- Tjærehandleren (1971)
- Revolutionen me vandkanten (1971)
- Olsen-bandens tienda kup (1972)
- Præsten Me Vejlby - 1972 (1972)
- Olsen-banden går amok (1973)
- Flugten (1973)
- Nitten røde roser (1974)
- Familien Gyldenkål (1975)
- Familien Gyldenkål sprænger banken (1976)
- Strømer (1976)
- Affæren me Mølleby (1976)
- Den korte sommer (1976)
- Nyt legetøj (1977)
- Skytten (1977)
- Hør, var der ikke en som lo?  (1978)
- Slægten (1978)
- Mig og Charly (1978)
- Honning Måne (1978)
- Langturschauffør (1981)
- Rocking Silver (1983)
- Kampen om den røde ko (1987)
- Guldregn (1988)
- Miraklet me Valby (1989)
- Gøngehøvdingen - 1992 som Kaptajn Mannheimer.
- Det forsømte forår (1993)
- Riget I (1994)
- Menneskedyret (1995)
- Ondt blod (1996)
- Riget II (1997)
- En klappe med een hånd (2001)
- Old Men in New Cars (2002)
- Inkasso (2004)